# ディドとエネアス
『ディドとエネアス（Dido and Aeneas）』は、ヘンリー・パーセルが作曲したオペラで、パーセルの作品中、厳密な意味での唯一の歌劇であるとともに、イギリスのバロックオペラの記念碑的作品ともなっている。

1988年上演の際のワンシーン

## 概説

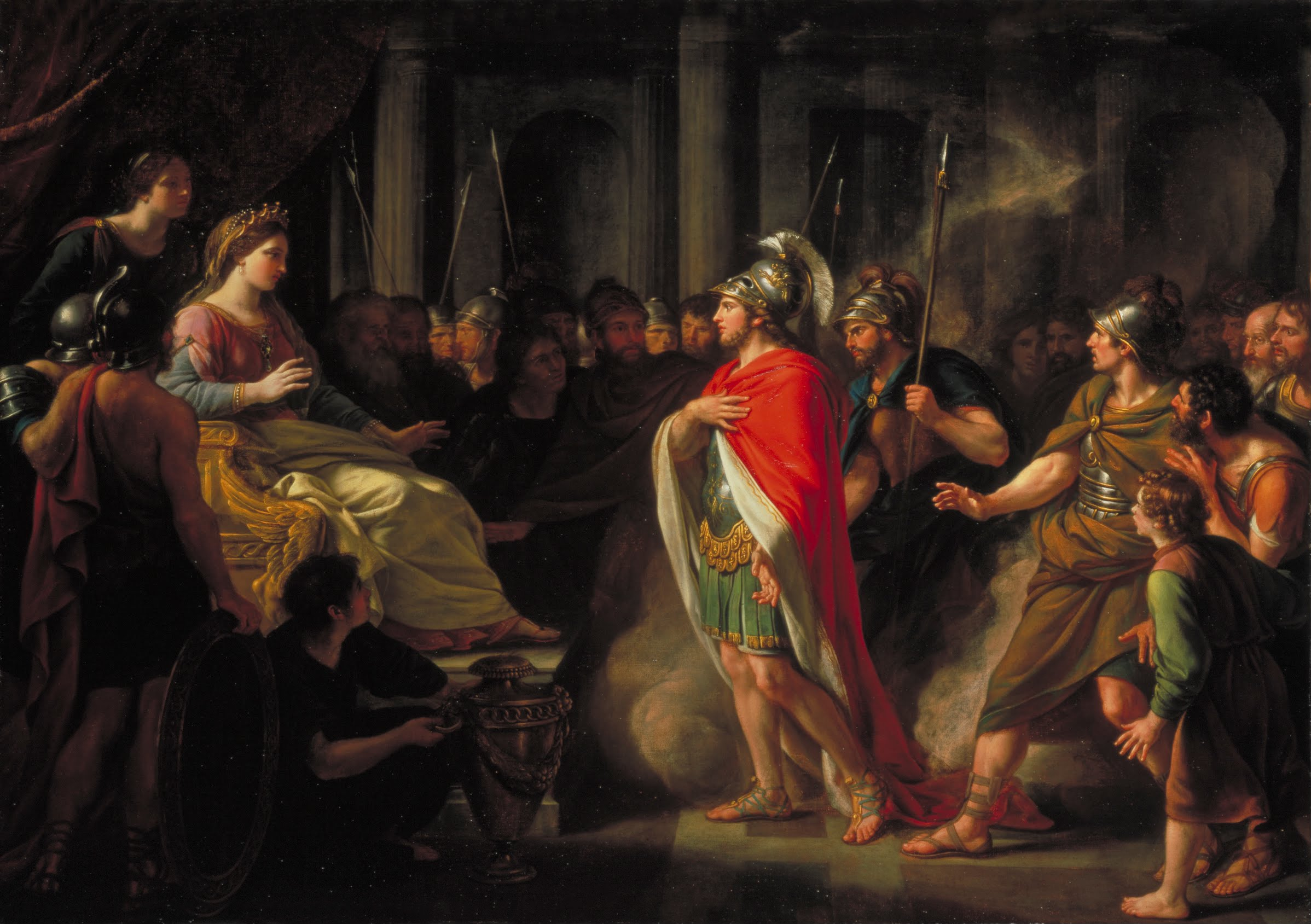
ナサニエル・ダンス＝ホランド『ディドとエネアスの出会い』（1766年）テート・ブリテン

ウェルギリウスの『アエネーイス（Aeneis）』にある、トロイの王子エネアス（アイネイアース）とカルタゴの女王ディド（ディードー）の物語を題材にした作品で、パーセル20代中頃の作品、初演は1680年代。彼の早すぎた死（1695年に36歳で逝去）と後述する当時の状況から、18・9世紀を通じて上演の機会も殆どなく、他に影響を与えるものとはならなかったが、19世紀末のイギリスに興った自国の音楽語法の探求と古典的・民族的音楽復興の流れの中で注目されるようになり、1895年のパーセル没後200年記念で蘇演されてから注目を集め、たびたび上演されるようになるとともに、イギリスの作曲家に新たな歌劇作品を生み出させる原動力ともなった。また、上演時間が1時間そこそこという事も幸いして、当時の作品としては録音頻度も高いものとなっている。

## 成立
台本は当時の流行劇作家ネイハム・テイトによるもので、テイトが自作の戯曲『アルバのブルータス（Brutus of Alba）』（『アエネーイス』を翻案したもの）を更に音楽劇用に改作したものである。テイトは前作ではエネアスを重点に作劇していたが、重点をディドへ移し、ディドとエネアスの運命的な愛とそれによるディドの死という悲劇性を前面に置くものに改めると共に、魔法使いや魔女といった超自然的な登場人物を追加することで、演劇としてのふくらみを持たせている。
パーセルはこの台本に、当時イギリスで流行しつつあった大陸風歌劇（イタリアやフランスの歌劇）を念頭に置きつつ、師であるジョン・ブロウの歌劇『ヴィーナスとアドニス（Venus and Adonis）』の構成や全体の効果を参考にしつつ作曲したと見られている。

## 初演
通説では1689年、友人で舞踊家兼教師のジョサイアス・プリーストの経営する寄宿制の舞踊・音楽女学校において女学生によって行われたとされるが、それより早く1684年頃に王宮で上演されたこともあったらしく、女学校における「初演」は実は再演であったと見られ、またこの再演にあたってはいくらか手直しがされたようであり、オーケストラは弦楽合奏とハープシコード、ギターから成っていたと思われている。

## 登場人物
登場順
- ディド（ソプラノ）[5]：カルタゴ女王。
- ベリンダ（ソプラノ）：ディドの姉妹で侍女。
- 第2の女（メゾ・ソプラノまたはソプラノ）：ディドの侍女。
- エネアス（テノール）[6]：トロイの王子。
- 魔法使い（メゾ・ソプラノ、またはコントラルトかバス）：ディドを憎む魔女。
- 第1の魔女（メゾ・ソプラノ）[7]：魔法使いの手下。
- 第2の魔女（ソプラノ）[7]：同上。
- 精霊（マーキュリー）（ソプラノ、またはカウンターテナー）：実は変装した魔女。
- 水夫（テノール）[8]
- 合唱

## 構成・粗筋
序曲と3幕5場からなる。
トロイ戦争で祖国を失い、祖国再興の地たるイタリア（ローマ）を目指すトロイの王子エネアスは、旗艦の難破のために北アフリカのカルタゴに漂着する。祖国テュロスを追われ、カルタゴに新しく国を興したばかりの女王ディドはエネアスに同情するが、その同情がいつしか愛情へと変わる。

### 第1幕
序曲が終わり幕が開くと宮殿の中。
エネアスに対して自分の気持ちを打ち明けるかどうか迷うディドをベリンダ達が勇気づけているところへエネアスが登場し、逆に彼の方からディドへ愛をほのめかす。なおも躊躇うディドであったが、ついにはその愛を受け容れ、愛と美の勝利を喜び祝う人々の歌と踊りの中、幕が降りる。

### 第2幕

#### 第1場
魔法使いの洞窟。
栄える者に禍を齎す（もたらす）ことを喜びとし、ディドの破滅を画策する魔法使いが手下の魔女を集め、彼女達にジュピターの使者である精霊（マーキュリー）に化け、エネアスにカルタゴからの出立を促すよう指示する。

#### 第2場
森の中。
ディド達と狩りを楽しんでいた途中に嵐が襲い、狩りを中断したエネアスのもとに魔女の変装した精霊が訪れ、ジュピターの命と騙って彼にトロイ再興のために早くイタリアへ向かうよう告げる。自らの使命を思い出したエネアスは、苦悩の末にディドとの別れを決意する。

### 第3幕

#### 第1場
船着き場。
出航の準備が整う船着き場に魔法使い達が現れ、恋人に捨てられるディドを嘲笑うとともに、出帆後のエネアスを嵐に遭わせることを企む。

#### 第2場
宮殿の中。
エネアスとの別れを嘆くディドのもとにエネアスが現れ、事情を説明する。自分との別れを決めたエネアスをなじるディドに対し、このまま留まろうと翻意に傾くエネアスであったが、ディドは一旦は別離を決意したこと自体が許せないと彼を斥ける。エネアスが立ち去った後、ディドはベリンダに自ら命を断つことを告げ、彼女の腕の中で「わたしが地中に横たえられた時（"When I am laid in earth"）」（ディドのラメント）を歌いながら息絶え、彼女の墓を守るようにとのキューピッドへの祈りの合唱とともに幕が降りる。
なお、以上の粗筋についてはディードーも参照のこと。

## 蘇演以前・以後

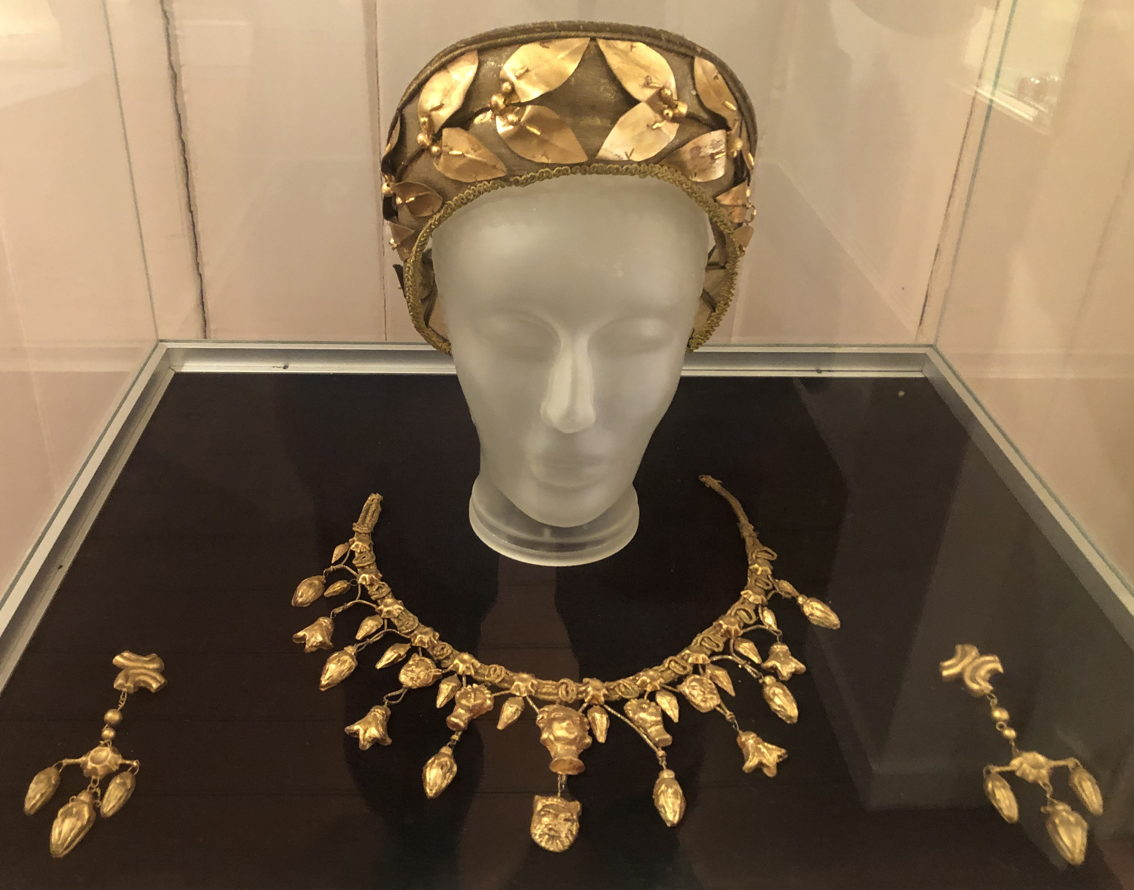
ディド役のキルステン・フラグスタートが身につけた宝飾品

本作作曲当時のイギリスでは、伴奏無しの普通の台詞による演劇が好まれ、歌と踊りを伴うマスク（masque。仮面劇）も隆盛したが（このマスクが音楽と劇を結びつけた歌劇のイギリスにおける基とはなったが）、歌劇にまでは発展していなかった。オリヴァーとリチャードのクロムウェル父子による護国卿時代に、劇場閉鎖などの奢侈弾圧政策をかいくぐって初のイギリス歌劇が作曲されたりもしたが（『ロードス島の包囲』）、王政復古とともに護国卿時代に対する反動も手伝って観劇が再流行し、歌劇への関心は沈滞、音楽はあくまでも劇中音楽の地位に留まった。更にチャールズ2世による音楽先進国であるイタリアやフランスのバロック様式が積極的に輸入されるなどすると、大陸風の歌劇が流行し、イギリス独自の歌劇作曲は全くなくなった。そのためパーセルも晩年の5年間には劇場のための音楽を40作以上作り、中には『アーサー王（King Arthur or, The British Worthy）』や『妖精の女王』といった音楽を多用する準歌劇的な作品（セミオペラ）も残したが、いずれも厳密には劇付随音楽である。その意味でも、彼自身の後作の劇付随音楽の先駆け、かつ唯一の歌劇とされる本作は貴重でもある。
現存する楽譜はパーセル自筆のものではない。恐らくは1689年の再演のものと思われる台本が残されているものの、その後の上演が幕分けなどでそれと異なっており、序奏も失われているため、そのまま採用するには問題が多い。その理由の一部は当時の慣習にも起因するもので、当時は実演に際して興を添えるために、他作品を原曲に追加したり、追加はおろかまるごと置き換えるなどした結果、原曲の一部しか使われないことがままあったからである。なお現行版は、18世紀初頭に編曲された原曲の翻案（『4つの音楽エンタテインメントによるマスク』の中に含まれる）を元に、20世紀になってから多くの研究者、演奏者がパーセルの原曲の復元に取り組んだものが多く、そのため上演や録音にそれぞれ相違を見せている。